# Autobianchi Giardiniera
L'Autobianchi 500 Giardiniera era la versione costruita dall'Autobianchi della Nuova 500 Giardiniera, il cui assemblaggio venne trasferito alla casa di Desio a partire dagli ultimi mesi del 1967.

## Storia
Rispetto all'originaria versione Fiat, lanciata nel 1960 e corrispondente, in termini di allestimento, alla versione D della 500 berlina, non vi erano modifiche. Inizialmente la vettura conservò persino il marchio Fiat: infatti l'Autobianchi assemblava anche una parte della produzione delle 500 D sulle linee della Bianchina (che derivava dalla piccola 500).
All'inizio del 1968, a  tre anni dal lancio della serie F della 500, la Giardiniera assunse il marchio Autobianchi. Oltre alle specifiche della F, escluse le modifiche alle portiere che, a differenza della berlina, rimarranno sempre con apertura "a vento" (cioè incernierate dietro), la Giardiniera adottò griglie di aspirazione dell'aria (quelle sui montanti posteriori) nere (anziché color acciaio) e lo specchietto retrovisore esterno. Venne cambiato anche il fregio frontale, che divenne più grande, ma privo dei due baffi orizzontali che incorporavano il logo Fiat..I vetri laterali posteriori,poi,da scorrevoli,in due pezzi,divennero apribili a compasso,in un sol pezzo. Oltre alle porte "a vento" una caratteristica peculiare della Giardiniera era il portellone posteriore, che includeva anche una porzione di tetto, incernierato sul lato sinistro. Entrambe queste "particolarità" verranno conservate fino al termine della produzione (1977).
Inizialmente la Giardiniera venne prodotta assieme alla sua derivata più elegante, la Bianchina Panoramica, che uscì di listino nel 1969.. Accanto alla versione "promiscua" c'era la variante commerciale furgonata, caratterizzata dall'ampio vano di carico (ottenuto con l'abolizione del sedile posteriore), dall'eliminazione dei vetri posteriori (sostituiti con lamierati) e dell'assenza del tetto apribile di tela (presente fino a fine produzione sulla versione civile).
Per razionalizzare la produzione, nel 1972 l'allestimento divenne simile a quello della 500 R berlina, lanciata in quell'anno. Nel 1975 la mitica berlina da cui derivava cessa di essere prodotta, ma la Giardiniera prosegue ancora grazie alla sua innegabile utilità e versatilità; tuttavia, dato il progetto ormai vetusto, fu tolta dal mercato due anni più tardi, nel 1977. Nell'ultimo periodo di produzione vennero adottati cerchi ruota 126 Personal/Personal 4.

Non fu sostituita da nessun altro modello, sebbene fossero stati approntati alcuni prototipi di 126 in omologa versione station wagon, che però vennero scartati perché la Fiat si stava concentrando su un prodotto nuovo e moderno che potesse raccoglierne l'eredità: la Fiat Panda, che vedrà la luce nel 1980.